# Хемсли, Уильям
Уи́льям Хе́мсли (англ. William Hemsley; 1843—1924) — британский ботаник, работавший в Королевских ботанических садах в Кью.
В 1889 году он был избран действительным членом Королевского общества, с 1896 года член Линнеевского общества.

## Биография
Хемсли родился в семье, тесно связанной с садоводством, его знакомство с растениями началось в раннем возрасте. Он получил домашнее образование, отец готовил его к работе садовника.
Вместе с иллюстратором Матильдой Смит Хемсли работал над двухтомным изданием «Illustrations of the New Zealand flora» Томаса Чизмена.
Принял участие в подготовке отдельных частей многотомного труда Даниэля Оливера «Flora of Tropical Africa ».
Хемсли получил почетную степень доктора в 1913 году.
За время научной деятельности им было описано около 50 родов растений и несколько тысяч видов.
Его именем были названы несколько родов растений и множество видов, название рода Hemsleya Cogn. семейства Тыквенные (Cucurbitaceae) закреплено в современной ботанической номенклатуре.

## Работы
- Handbook of hardy trees, shrubs, and herbaceous plants, 1873 (совместно с фр. Joseph Decaisne)
- Diagnoses Plantarum Novarum Vel Minus Cognitarum Mexicanarum Et Centrali-Americanarum, 1878
- Report on the botany of the Bermudas and various other islands of the Atlantic and Southern oceans, 1880
- The Gallery of Marianne North’s Paintings of Plants and Their Homes, Royal Gardens, Kew…, 1882
- The gallery of Marianne North’s paintings of plants and their homes, Royal Gardens, Kew. Descriptive catalogue, 1886
- Biologia Centrali-Americana. Botany (англ. Biologia Centrali-Americana), 1879—1888 (под редакцией англ. Frederick DuCane Godman и англ. Osbert Salvin)
  - Vol.1, Vol.2, Vol.3, Vol.4, Vol.5.
- Enumeration of all Plants known from China, 1886 & 1895 (совместно с англ. Francis Blackwell Forbes)
- Illustrations of the New Zealand flora Vol.1, 1914 (в соавторстве)
- Illustrations of the New Zealand flora Vol.2, 1914 (в соавторстве)